# Olle Bærtling
Olle Bærtling, né le 6 décembre 1911 à Halmstad (Suède) et mort le 2 mai 1981 à Stockholm (Suède), est un peintre et sculpteur suédois.

## Biographie

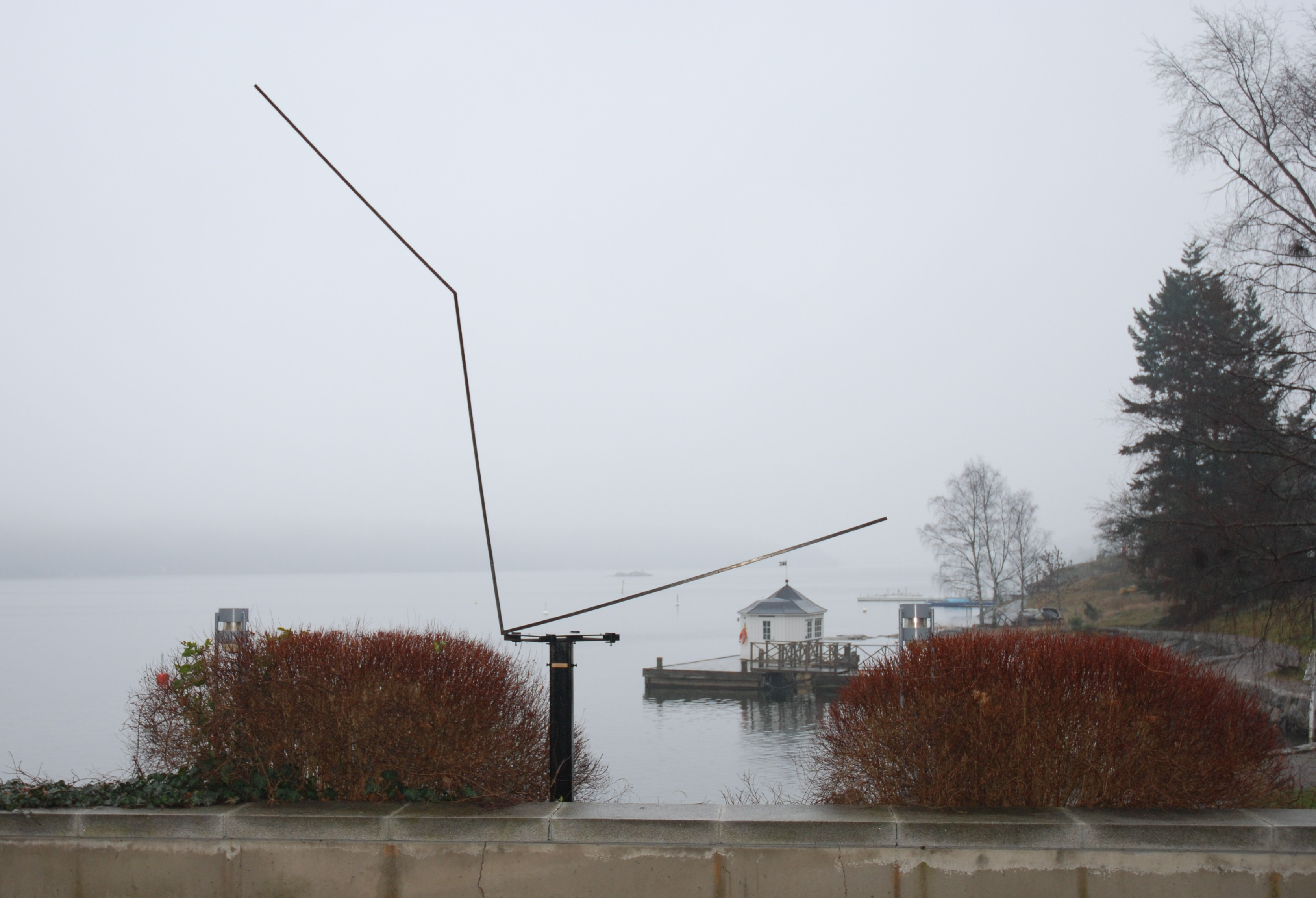
Olle Baertling Yzip à Saltsjöbaden.